# Rudolf Kögel
Johannes Theodor Rudolf Kögel, född den 18 februari 1829 i Birnbaum, död den 2 juli 1896 i Berlin, var en tysk predikant, skald och kyrkopolitiker.
Kögel verkade först som predikant i Nakel vid Bromberg, 1857–1863 vid den tysk-evangeliska församlingen i Haag samt därefter som hovpredikant i Berlin, där han till sist blev överhovpredikant, generalsuperintendent för Kurmark och eforus för Domkandidatenstift. År 1868 blev han hedersdoktor vid Bonns universitet. Av hans talrika predikosamlingar ansluter sig flera till vissa nytestamentliga böcker, som Petrus första brev (i Haag, 4:e upplagan 1872), Romarbrevet (1876) med flera. Som andlig skald var Kögel påverkad av Geibel, hans dikter utkom 1891 (2:a upplagan 1900). Som kyrkopolitiker (bland annat som medlem av Oberkirchenrat från 1879) ådagalade Kögel ungefär samma grundsatser som hans svärfar, teologen Julius Müller, och verkade för en positiv union mellan lutheraner och reformerta.